# Giudicatemi
Giudicatemi è un film del 1949 diretto da Giorgio Cristallini.
È stato ridistribuito col titolo Tragedia al luna park.

## Produzione
La pellicola è ascrivibile al filone dei melodrammi sentimentali, comunemente detto strappalacrime, allora molto in voga tra il pubblico italiano, in seguito ribattezzato dalla critica con il termine neorealismo d'appendice.